# Lilly-Fleur Pointeaux
 (janvier 2024).
Si vous disposez d'ouvrages ou d'articles de référence ou si vous connaissez des sites web de qualité traitant du thème abordé ici, merci de compléter l'article en donnant les références utiles à sa vérifiabilité et en les liant à la section « Notes et références ».
Lilly-Fleur Pointeaux est une actrice et chanteuse franco-australienne, née le 17 août 1989  à Paris 14e.
Elle est principalement connue pour avoir joué le rôle de Morgane Bassot, l'un des cinq rôles principaux dans la série télévisée Nos années pension, sur France 2.

## Biographie
(mai 2020).
Dès l'âge de cinq ans, elle commence une carrière de mannequin en passant ses premiers castings photos. Ses parents décident de l'inscrire dans une agence d'enfants-mannequins où elle fera plusieurs publicités photos pour des marques telles que La Redoute ou Petit Bateau[réf. souhaitée].
Puis elle renonce à la photo et se passionne pour la comédie. Elle prend des cours au Conservatoire Hector Berlioz des Pavillons-sous-Bois. Par la suite, elle joue dans des longs métrages et des téléfilms comme Parlez-moi d'amour de Sophie Marceau, Les Voies du Paradis de Stephan Kurc, ou Un petit parisien de Sébastien Grall.
Elle tourne pour France 2 dans la série Nos années pension, où elle incarne le personnage de Morgane, puis dans la série télévisée Seconde Chance diffusée entre octobre 2008 et avril 2009 sur TF1.
À partir du 25 juin 2009, l'actrice fait ses débuts au théâtre dans La Salle de Bain, pièce d'Astrid Veillon, au théâtre Rive Gauche à Paris.
Ensuite, elle interprète Sophie dans l'adaptation française de La Pire Semaine de ma vie de Frédéric Auburtin, une mini-série comique diffusée en 2 parties en avril 2011 sur M6. En septembre 2011, on la retrouve à l'affiche de Platane, série diffusée sur Canal+ de et avec Éric Judor.
En janvier 2012, Lilly-Fleur Pointeaux joue dans le film de Marie-Castille Mention-Schaar Ma première fois.
En 2015, elle rejoint le casting de la série La vie devant elles diffusée sur France 3.

## Filmographie

### Cinéma

#### Longs métrages
- 1996 : Passage à l'acte
- 1998 : Ronin : une petite fille
- 2002 : Fais-moi des vacances : Lila
- 2002 : Parlez-moi d'amour : Justine (9-12 ans)
- 2009 : La Loi de Murphy : Nina
- 2012 : Ma première fois : Pauline
- 2015 : Horsehead : Jessica
- 2015 : Papa ou maman : Elodie

#### Courts métrages
- 2004 : I'm an actrice : la fille du casting
- 2010 : Laissez agir cinq minutes : Marine
- 2011 : Sans tambour ni trompette : l'ado
- 2012 : American Football : Andréa

### Télévision

#### Téléfilms
- 1999 : Dessine-moi un jouet : Jeanne
- 2001 : Les voies du paradis
- 2002 : Un petit Parisien : Tessa
- 2002 : Le Pont de l'aigle : Véronique Beauchamp
- 2003 : Écoute, Nicolas... : Domino
- 2003 : L'Ombre sur le mur : Lili
- 2006 : La Blonde au bois dormant : Chloé Fénelon
- 2009 : Les Amants de l'ombre : Blanche Venturi

#### Séries télévisées
- 2001 : L'Algérie des chimères : Jeanne à 11 ans (mini-série)
- 2005 : Gift : Alex (7 épisodes)
- 2007 - 2010 : Nos années pension : Morgane Bassot (81 épisodes)
- 2008 - 2009 : Seconde Chance : Natacha Lerois (122 épisodes)
- 2010 : SOS 18 : Eva (1 épisode)
- 2011 : La Pire Semaine de ma vie : Sophie (2 épisodes)
- 2011 : Platane : Amandine (10 épisodes)
- 2013 : Tiger Lily, 4 femmes dans la vie : Secrétaire d'Antoine (2 épisodes)
- 2014 - 2016 : Falco : Joy, petite amie de Chevalier (saisons 2, 3 et 4)
- 2014 : Ainsi soient-ils : Maryline (saison 2)
- 2014 : Interventions : Sylvia Ferrier (1 épisode)
- 2015 : La Vie devant elles : Caroline (6 épisodes)
- 2015- 2017 : Candice Renoir : Jennifer (ex-compagne d'Antoine) (3 épisodes, saison 3, 4 et 5)
- 2017 : Meurtres dans les Landes : Lucie Armilhac
- 2017 : Versailles : Amie de Sophie (saison 2)
- 2017 : La Vie devant elles : Caroline (saison 2)
- 2018 : Meurtres en Lorraine : Lola Paoli
- 2019 : Mongeville : La Ferme de Louise : India Chambord (épisode 19)
- 2020 : La Garçonne : Lydia (mini-série)
- 2021 : Police de caractères : Héloïse  (1 épisode)

## Discographie

### Albums
| Année | Titre                                                                 | Notes                                                                                |
| ----- | --------------------------------------------------------------------- | ------------------------------------------------------------------------------------ |
| 2007  | Nos années pension                                                    | (format CD ; bande originale de la série)                                            |
| 2008  | Nos années pension 2                                                  | (format téléchargement ; bande originale de la série)                                |
| 2009  | Nos années pensions, Saison 3 (bande originale de la série télévisée) | (format téléchargement ; bande originale de la série)                                |
| 2017  | The Small Ladies EP                                                   | Premier EP de son groupe The Small Ladies (avec Léopoldine Serre et Mickaël Olivier) |

### Singles
| Année | Titre       |
| ----- | ----------- |
| 2007  | Pour la vie |

### Clips
| Année | Titre          | Artiste            |
| ----- | -------------- | ------------------ |
| 2006  | La Clope       | Renaud             |
| 2007  | Pour la vie    | Nos années pension |
| 2017  | Clip The Owner | The Small Ladies   |

## Théâtre
| Année | Titre            | Notes               |
| ----- | ---------------- | ------------------- |
| 2009  | La Salle de bain | Théâtre Rive Gauche |

## Publicités et spots
| Année | Titre         | Notes                              |
| ----- | ------------- | ---------------------------------- |
| 2008  | Contraception | Pub sur la Contraception d'urgence |
| 2010  | Insoutenable  | Pub pour la Sécurité routière      |